# Wasanbon

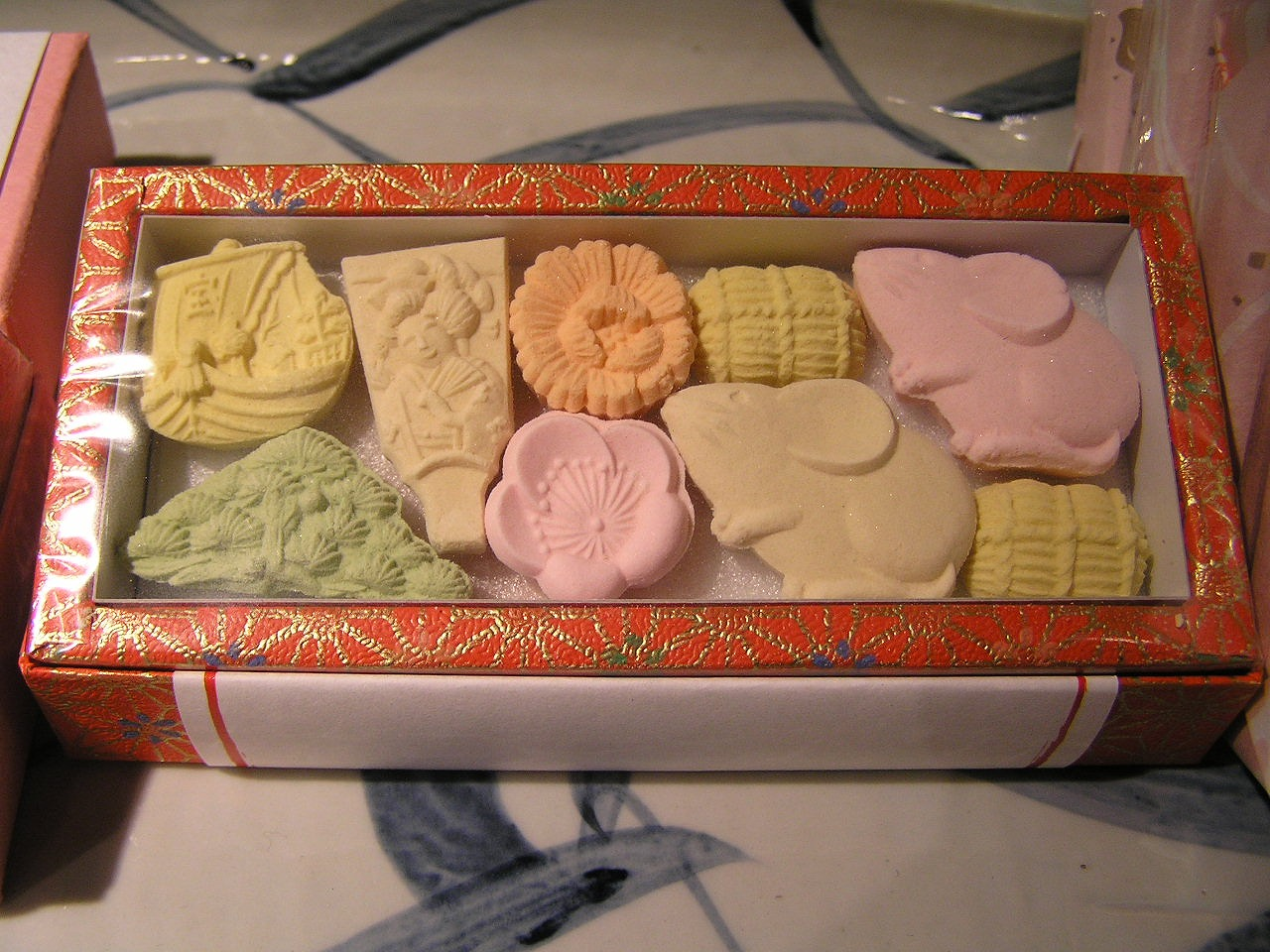
O wasanbon é um açúcar muito utilizado para fazer doces no Japão.

O wasanbon (和三盆) é um açúcar tradicional japonês, feito na ilha de Shikoku, em especial nas prefeituras de Tokushima e Kagawa. Produzido a partir da cana-de-açúcar japonesa, seu processo de fabricação é única e inteiramente feito à mão.
O açúcar wasanbon se apresenta na forma de cristais finos de cor amarelo-pálido, e é obtido a partir da Saccharum sinense, uma cana-de-açúcar de tronco delgado, conhecida no Japão como chikusha (竹蔗), taketō (竹糖) ou chikuto. A cana-de-açúcar é colhida de meados de novembro até dezembro, e o açúcar é preparado ao longo do inverno, que vai até março.

## Processo
O caldo de cana extraído por prensagem é curado para obter um líquido chamado shiroshita (literalmente "açúcar antes de se tornar branco"), e posteriormente prensado por entre três a cinco vezes. O shiroshita que resta na prensa é seco e filtrado para resultar no wasanbon; o resto é o melaço..  O melaço da primeira prensagem é chamado de ara-mitsu.
O açúcar wasanbon é amplamente utilizado na preparação dos doces tradicionais japoneses, wagashi (和菓子), e em particular o higashi (干菓子), um tipo de wagashi seco. O higashi é uma especialidade de Kyoto cuja melhor receita é obtida usando-se wasanbon.

## Etimologia
O termo wasanbon se originou possivelmente do procedimento de prensagem que usa placas bon (盆) e se repete três vezes san (三); já wa (和) é a qualidade daquilo que é japonês (similar ao prefixo nipo, no português).
As variedades disponíveis nas prefeituras de Tokushima e Kagawa  são chamadas respectivamente de Awa wasanbon e Sanuki wasanbon, de acordo com os nomes das antigas províncias da região.